# Geomorfologi

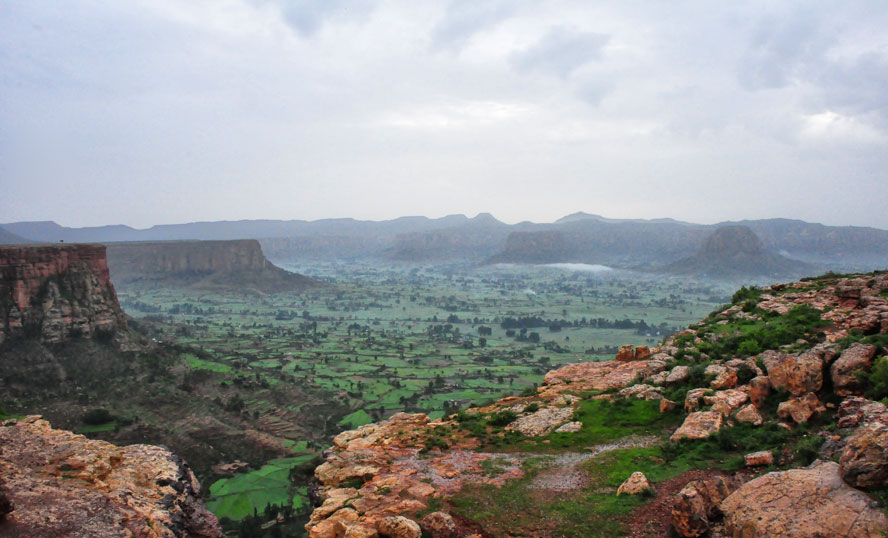
Slätter och erosionsbranter vid Tigray, Etiopien.

Geomorfologi är en akademisk disciplin som utvecklats inom gränsområdet mellan geologin och geografin. Inom geomorfologin studeras landformer, landskapets sammansättning och de ytprocesser på jorden och andra planeter som bildar dessa landformer. Den grundläggande frågan är: Varför ser landskapet ut som det gör? Ordet kommer från grekiskans ge (γη), som betyder "jord", och morfé (μορφή), som betyder "form". Geomorfologer försöker dels förstå landformernas historia och dynamik, dels förutsäga förändringar i landformerna med hjälp av en kombination av observationer, fysikaliska experiment och numerisk modellering. Kunskaper inom geomorfologi används inom geologi, geodesi, geografi, arkeologi, väg- och vattenbyggnad och miljöteknik. Tidiga studier inom geomorfologi ligger till grund för pedologin, en av de två huvuddelarna av jordvetenskapen.

## Historia
Den geomorfologin uppkommer som en distinkt vetenskapsområde under sent 1800-tal med G. K. Gilbert, William Morris Davis och Ferdinand von Richthofen som pionjärer. Davis modell för att förklara hela landskap genom en sk. erosionscykel utvecklad mellan 1884 och 1899. Modellen var inspirerad av uniformitarianismen, som först beskrevs av James Hutton. Davis modell anses idag vara för grovt förenklad för att ha något praktiskt värde. Walther Penck utformade en alternativ modell på 1920-talet och Lester Charles King ytterligare en annan på 1950-talet. G. K. Gilbert var en pionjär inom geomorfologi, liksom Ferdinand von Richthofen. Svenska forskare som gjort viktiga insatser inom geomorfologin är bland andra Arvid Gustaf Högbom och Gunnar Hoppe.

## Det geologiska kretsloppet
Huvudartikel: Geologiska kretsloppet
Det geologiska kretsloppet, eller Den geologiska cykeln, går ut på att jordskorpan byggs upp genom endogena krafter – det vill säga tektonisk landhöjning och vulkanism – och att exogena krafter senare bryter ned den, varpå jordskorpan sedan packas ihop och bildar en sedimentär bergart, vilken i sin tur åter kan omvandlas till magmatiska eller metamorfa bergarter. Geomorfologin behandlar bara den del av det geologiska kretsloppet som sker ovanpå jordskorpan. 
De exogena krafterna är i första hand denudation (nötning), som orsakas av vittring, erosion och massrörelser. Denudationen producerar sediment som transporteras och samlas någon annanstans i landskapet. Landskapen kan också sänkas genom sättningar; antingen tektoniska eller fysiska förändringar i de underliggande sedimentära lagren. Dessa processer påverkas alla på olika sätt av klimat, ekologi och mänsklig aktivitet. I hela mänsklighetens historia har man brutit loss bitar av jordskorpan, flyttat på sediment och packat ihop jordlager. Exempel på antropogen påverkan på landskapet är gruvbrytning, jordbruk och byggen.

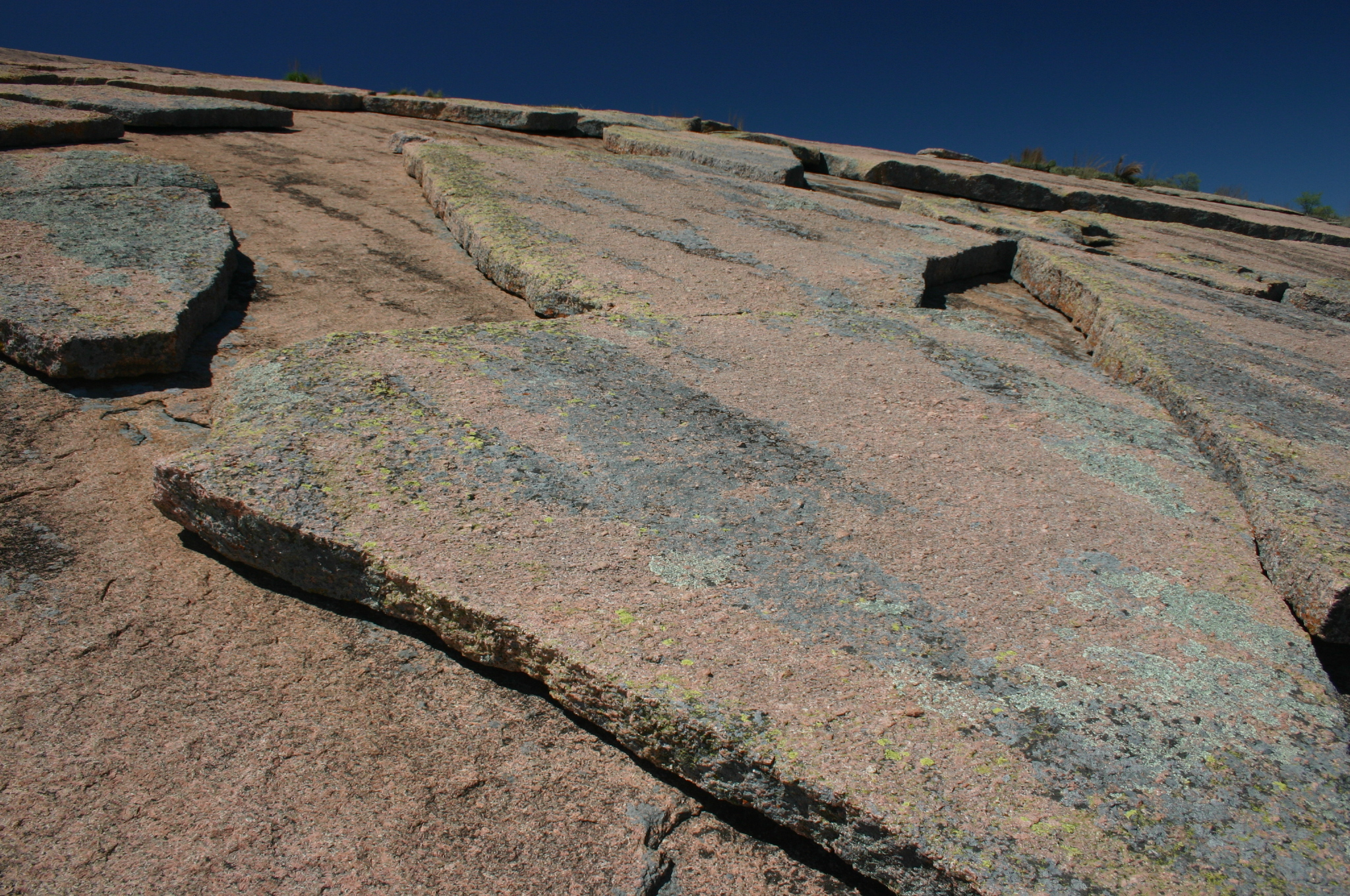
Exfoliation, ett exempel på mekanisk vittring

## Vittring
Huvudartikel: Vittring.
Vittring delas traditionellt in i kemisk vittring, mekanisk vittring och biologisk vittring. Kemisk vittring är när kemikalier, exempelvis kolsyra, bryter ner berggrunden och mekanisk vittring är när fysiska krafter, såsom is, solinstrålning eller ansamling av salt, bryter ner den. Den biologiska vittringen kan oftast även föras in i den kemiska eller mekaniska vittringen, som när en trädrot spränger bort ett stycke berg eller när syror från lavar fräter på underlaget.

## Erosion
Ungefär som vittring, där bortförsel av material även ingår. Exempelvis på vissa ställen i Washingtontrakten där rinnande floder skapat erosion av jordbruksmarken som har gjort att den bördiga jorden runnit iväg med vattnet bort från åkerplatserna. 
Erosion är en naturlig process.

## Massrörelse
Huvudartikel: Massrörelse (geologi)
Massrörelse är när material rör sig nedför en lutande yta när gravitationskraften överstiger friktion och hållfasthetsförmågan. Exempel på massrörelser är laviner, jordflytning, jordskred, och slamströmmar.

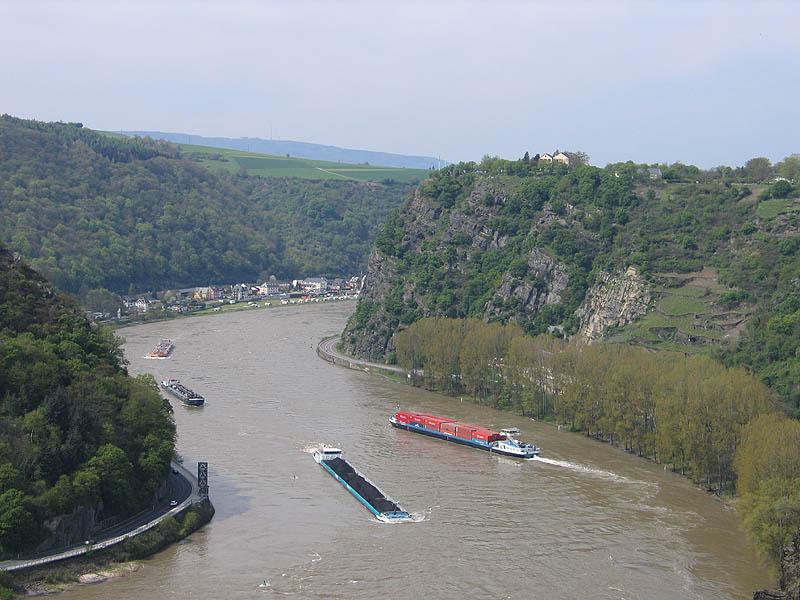
Floden Rhen. Ett exempel på en meandrande flod som skurit sig ner i berggrunden.

## Fluviala landformer
Fluviala landformer bildas av vatten som rinner på marken. I den lilla skalan finns rännilar som bildas efter ett regnfall och i den stora skalan finns mäktiga raviner, kanjoner och meandrande floder.

### Exempel på fluviala landformer
- Floddeltan
- Flodslätter
- Korvsjöar

## Glaciala landformer

### Små glaciala erosionsformer

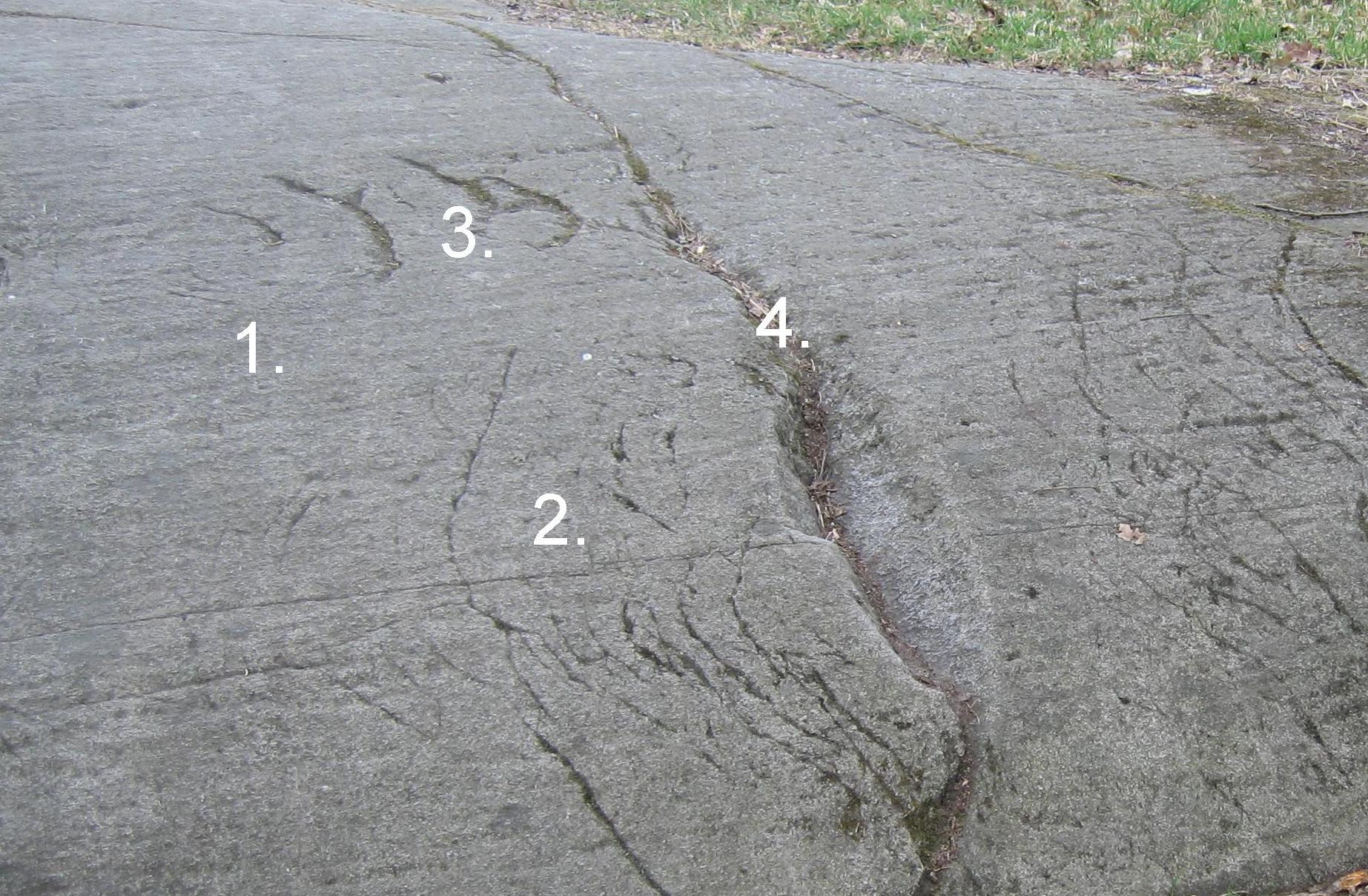
Ett exempel på isräfflor (1), parabelriss (2), skärbrott (3) och spricka i berget som inte är en isräffla (4). Isrörelseriktning från vänster till höger i bild.

- Isräfflor

* Grooves
* Rat tails
- Parabelriss
- P-former
- Skärbrott

### Stora glaciala erosionsformer
- Drumliner
- Fjordar
- Nischer
- Rundhällar
- U-dalar

### Glaciala depositionsformer
- Drumliner
- Flutes
- Moräner

* De Geer-moräner
* Lateralmoräner
* Moränbacklandskap
* Veikimorän
* Ändmoräner

### Glaciala deformationsformer
- Drumliner
- Flutes
- Moränbacklandskap
- Rogenmorän
- Ändmoräner

### Glacifluviala erosionslandformer
- P-former
- Subglaciala rännor
- Lateralrännor
- Kanjoner
- Issjöstrandlinjer

### Glacifluviala depositionslandformer
- Åsar
- Åsnät
- Slukåsar
- Lateralterrasser
- Kamelandskap
- Sandur
- Svämkäglor
- Issjöterrasser

## Eoliska landformer

### Exempel på eoliska landformer
- Sanddyner
- Lössjordar

## Praktiska tillämpningar
Praktiska tillämpningar av geomorfologin är bland annat förutsägelser av – och därmed lindring av effekterna från – jordskred, kontroll och bevarande av floder, skyddande av kuststräckor och undersökningar om möjligheterna att finna vatten på Mars.
Paleogeomorfologi är studiet av hela eller delar av jordens yta i ett geomorfologiskt-historiskt perspektiv.
I Sverige bedrivs geomorfologisk forskning och undervisning huvudsakligen vid universitetens naturgeografiska institutioner, och geomorfologin ses då som en del av naturgeografin.